# Wright Model B
Il Wright Model B (anche prodotto su licenza come Burgess-Wright Model F, da non confondere con il Wright Model F) era un biplano monomotore biposto a due eliche spingenti; fu il quinto modello di aeroplano progettato dai fratelli statunitensi Wilbur e Orville Wright (il primo costruito dalla loro Wright Company) e quello che registrò il maggior successo nelle vendite. Volò per la prima volta nel 1910 e, costruito in un numero rilevante di esemplari, stabilì una serie di primati durante la sua carriera operativa.

## Storia del progetto
Tra il 1908 e il 1909 i fratelli Wright avevano riscontrato un considerevole successo (sia in termini di fama, sia di ritorno economico) grazie al loro Wright Model A e alla sua variante militare, nota come Wright Military Flyer. Fu proprio dal Model A (così designato dall'esercito statunitense) che essi svilupparono il Model B (nella designazione del quale i Wright si uniformarono a quella voluta dai militari); esso nacque da alcune modifiche che, tra il settembre e l'ottobre 1909, Wilbur e Orville avevano sperimentato contemporaneamente (l'uno negli Stati Uniti, l'altro in Germania) e che avevano messo a punto attraverso quello che è noto come Wright Model AB, o Wright "Transitional" Model A.
La principale delle modifiche sperimentate sul Model A e divenute poi caratteristiche del Model AB consisteva fondamentalmente nell'installazione di uno stabilizzatore in coda anziché in testa all'aereo, come era avvenuto per tutti gli aeromobili dei Wright fin dall'aliante del 1900; i Wright in altre parole si avviavano ad abbandonare la configurazione canard caratteristica di tutta la famiglia dei Flyer.

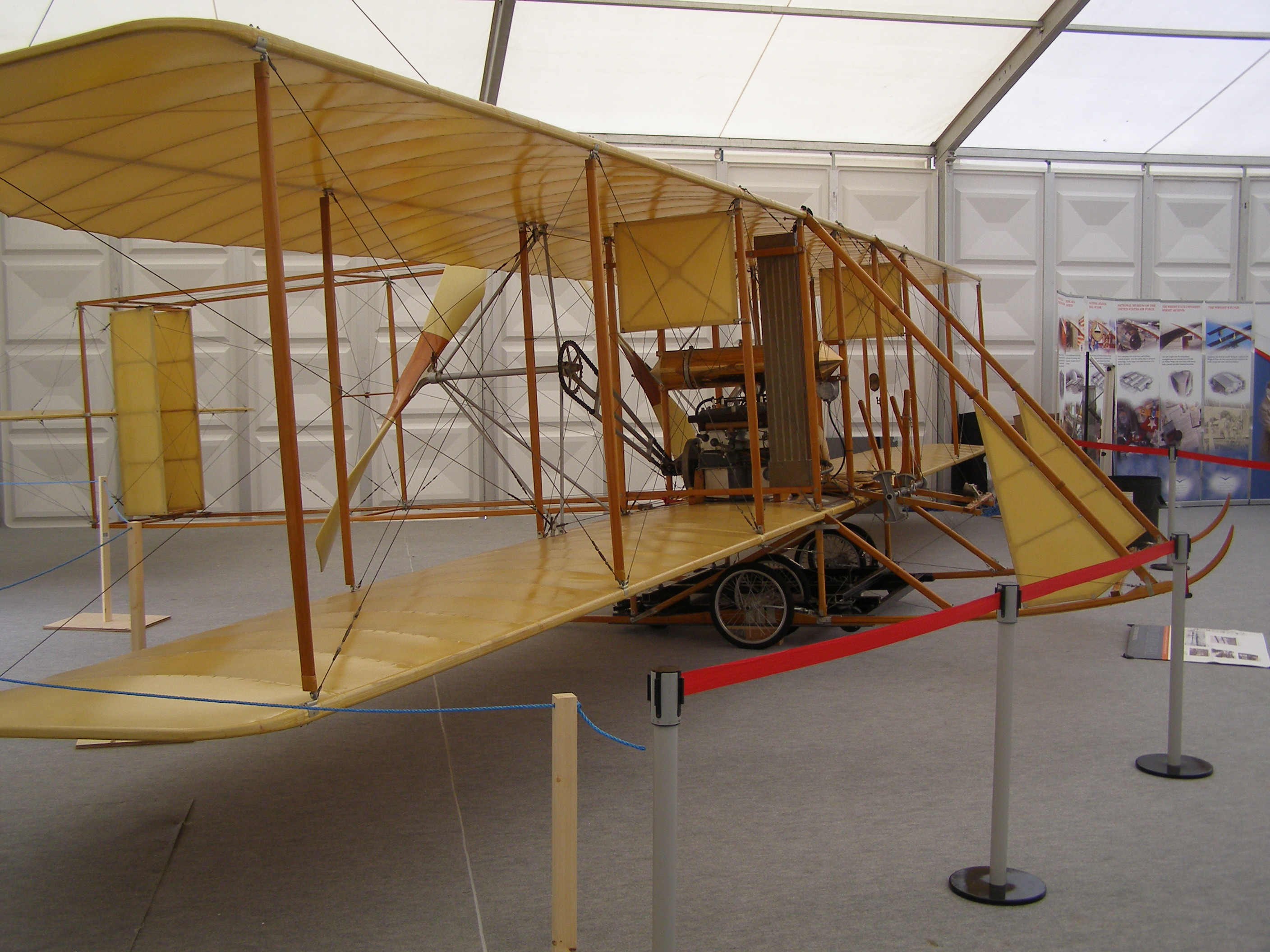
Una riproduzione del Wright Model B fotografata all'Airshow di Farnborough del 2008. Notare la configurazione delle ali, del gruppo motopropulsore e degli impennaggi, oltre che il carrello dotato di ruote.

Dapprima, mentre eseguiva una serie di voli addestrativi per quelli che sarebbero divenuti i primi piloti militari dei Signal Corps dell'U.S. Army a College Park, nel Maryland, Wilbur aveva installato una superficie orizzontale fissa davanti al doppio piano verticale in coda al Model A; lo stesso (salvo installare la superficie dietro i due timoni) fece Orville, che in quel periodo stava conducendo dei voli dimostrativi in Germania. Subito dopo, vedendo che un piano di coda orizzontale migliorava le caratteristiche di stabilità e controllabilità del velivolo, Orville procedette a renderlo mobile, dotando di fatto il suo aereo di un doppio equilibratore (uno trovandosi in testa all'aereo, l'altro in coda).
Tra la fine del 1909 e l'inizio del 1910 vennero costruiti alcuni aeroplani nella configurazione AB. Essi erano dotati di un impennaggio anteriore (in alcuni casi monoplano, in altri biplano) e di uno posteriore (sempre monoplano, collocato dietro i piani verticali) i quali potevano essere smontati e rimontati in modo che l'aereo avesse di volta in volta o due equilibratori (uno in prua e uno in coda) oppure solo uno in coda oppure solo uno in prua. Gli aerei vennero sperimentati dalla pattuglia dimostrativa dei Wright, i Wright Fliers, a Montgomery, Alabama e a Huffman Prairie, vicino a Dayton (dove Wilbur e Orville avevano aperto la loro scuola di volo).
Ai comandi di Arch Hoxsey, nel corso dell'estate 1910, vennero sperimentate in volo tutte le configurazioni possibili e si decise infine che quella che assicurava il miglior compromesso tra controllabilità e stabilità (la stabilità in beccheggio era sempre stata un problema per gli aerei Wright in configurazione canard) era quella con il piano orizzontale posizionato in coda. Inoltre alla fine delle prove, forse dopo aver saputo che il tenente dell'esercito Benjamin Foulois aveva sperimentato con successo l'installazione di ruote sotto il Military Flyer, si decise che un carrello d'atterraggio basato su due coppie di ruote sarebbe risultato più efficiente dei pattini (uniti al peculiare sistema rotaia-catapulta) che erano stati impiegati fino ad allora per le operazioni di decollo e atterraggio.
Queste due caratteristiche – lo stabilizzatore spostato in coda e il carrello dotato di ruote – costituivano i tratti distintivi del Model B che i Wright avrebbero presentato il 22 ottobre 1910 al Belmont Aviation Tournament di New York.

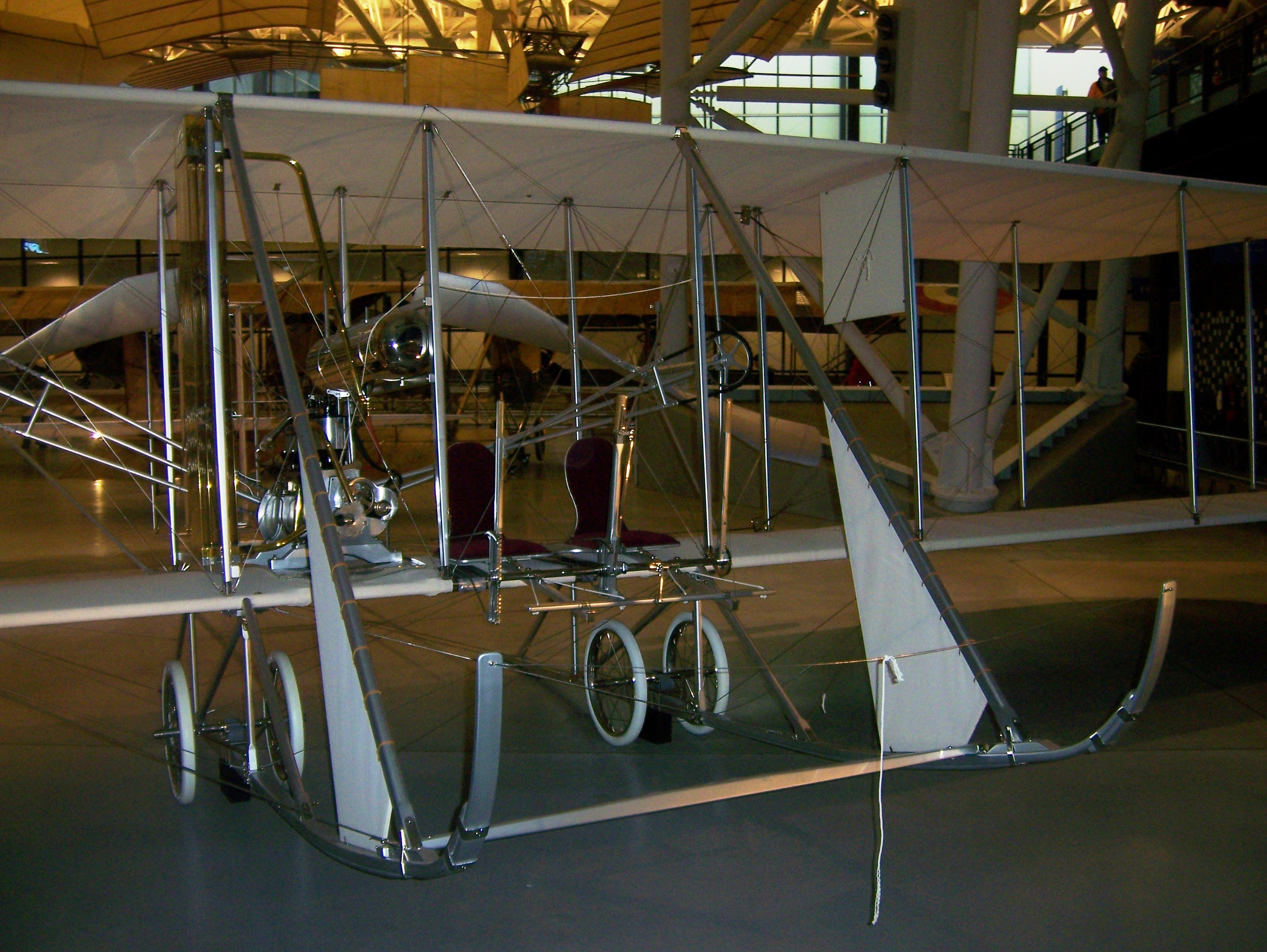
Un'altra replica del Model B conservata presso il National Air and Space Museum statunitense.

## Tecnica
Il Wright Model B era un biplano monomotore biposto senza fusoliera con due eliche spingenti e un sistema di impennaggi collocato in coda. La maggior parte dei dettagli della sua costruzione non differivano da quelli che avevano caratterizzato i suoi predecessori nella serie degli aerei Wright: la configurazione delle ali, il profilo alare, il gruppo motopropulsore (motore, trasmissioni ed eliche) e il sistema di controllo erano gli stessi del Model A. Come sul Model A, il pilota e il passeggero sedevano affiancati su un doppio sedile collocato presso il bordo d'attacco dell'ala. Le caratteristiche innovative erano il sistema degli impennaggi, in cui lo stabilizzatore-equilibratore cessava di essere collocato anteriormente (in posizione canard) e veniva spostato in coda, immediatamente dietro la doppia superficie verticale che faceva da deriva-timone. Rispetto al Model A, gli impennaggi di coda erano stati anche allontanati dalle ali allungando i montanti che costituivano il loro supporto: in tal modo l'aereo risultava più stabile, ma la coda era in complesso appesantita e a causa del braccio maggiore rendeva l'aereo più suscettibile di incorrere in cabrate involontarie e conseguenti stalli.
Un'altra modifica significativa rispetto al precedente Model A consisteva nell'installazione di un carrello d'atterraggio dotato di due coppie di ruote "di serie". In questo modo l'aereo diveniva considerevolmente più facile da far decollare rispetto ai modelli precedenti, per cui era necessario il già citato sistema rotaia-catapulta. La struttura anteriore, che non doveva più supportare alcuna superficie di controllo, venne lasciata in posizione per svolgere la funzione di una coppia di pattini anti-cappottata; inoltre, vi furono installate due piccole superfici intelate fisse (note in inglese come blinkers, "paraocchi") che fungevano da derive anteriori garantendo un aumento della stabilità laterale.

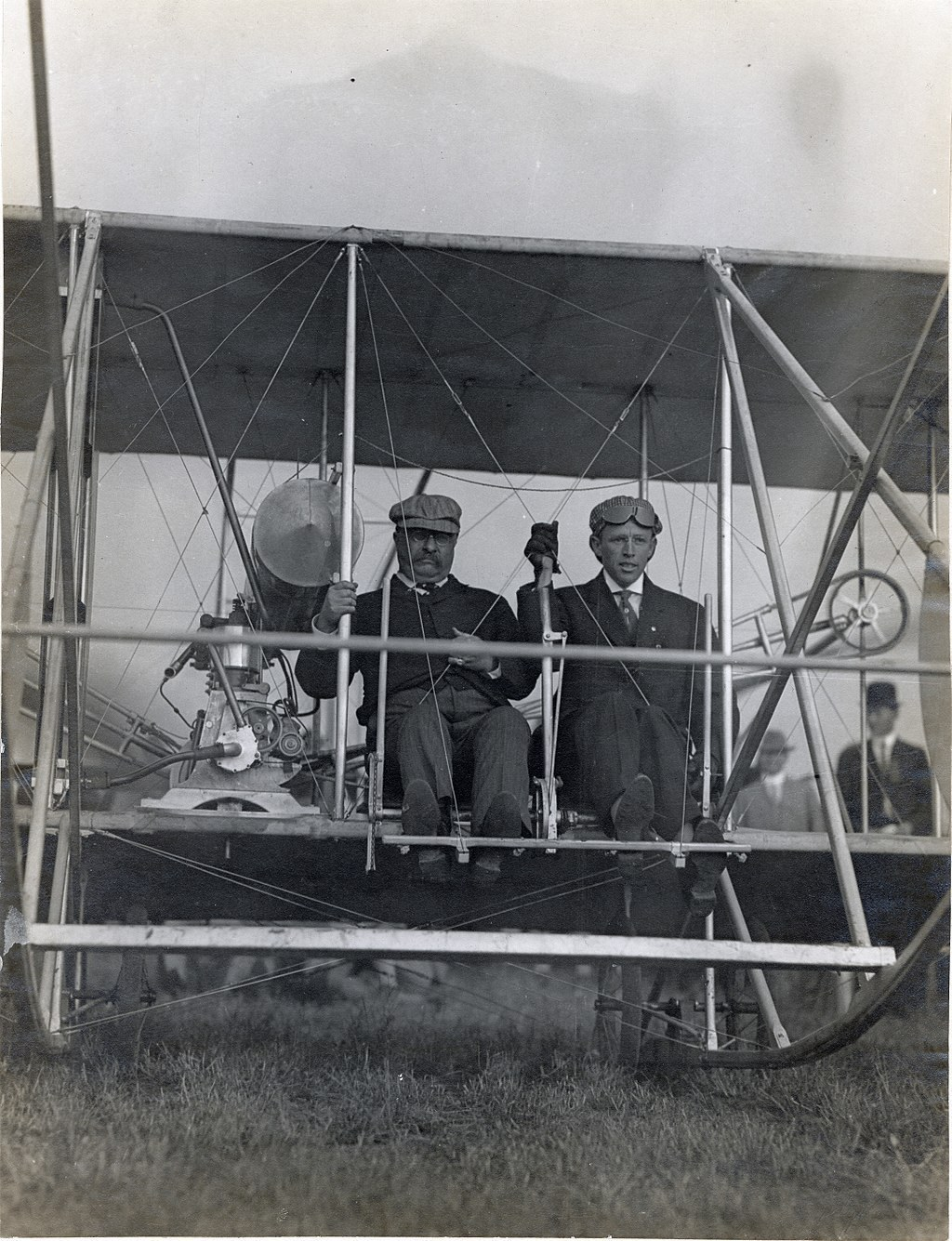
Il pilota Archibald Hoxsey e l'ex presidente USA Theodore Roosevelt a bordo di un Wright Model B a Saint Louis nel 1911; Roosevelt fu il primo presidente statunitense a volare.

Nel complesso il Model B era più robusto, più controllabile e leggermente più veloce del Model A e degli altri velivoli Wright precedenti. Tuttavia l'architettura con le eliche spingenti e il gran numero di cavi di rinforzo esterni l'avrebbero reso superato nel giro di appena un paio d'anni dalla sua apparizione, quando iniziarono a fare la loro comparsa velivoli a elica traente dotati di una fusoliera in grado di ridurre considerevolmente la resistenza aerodinamica e di aumentare proporzionalmente la velocità.

## Impiego operativo
Nel novembre 1909 i fratelli Wright avevano fondato a New York l'azienda di costruzioni aeronautiche Wright Company; una fabbrica di aeroplani era stata aperta a Dayton, Ohio, la città dove Wilbur e Orville vivevano e dove avevano svolto molti dei loro esperimenti di volo. Il Model B, inizialmente noto come the headless Wright ("il Wright senza testa") fu il primo aereo costruito dalla Wright Company. Venne costruito in un elevato numero di esemplari tra il 1910 e il 1914: negli anni tra il 1911 e il 1912, in particolare, venne prodotto dalla fabbrica di Dayton in quattro esemplari ogni mese; l'aereo divenne molto popolare, e fu impiegato estensivamente soprattutto negli Stati Uniti.
Il Model B si aggiudicò una serie di primati: il 7 novembre 1910, trasportando due rotoli di seta da Dayton a Columbus (circa 110 chilometri), Phil Parmalee divenne il primo pilota a completare un volo da trasporto merci; stabilì inoltre un record di velocità media, battendo un treno che percorreva la stessa tratta. Nel gennaio 1911 lo stesso pilota prese a bordo di un Model B il tenente Myron S. Crissy il quale, sopra il campo d'aviazione di Selfridge Field, vicino a San Francisco, lanciò a terra alcune granate per dimostrare la praticità del bombardamento aereo. Ancora con Phil Parmalee ai comandi, il 21 gennaio 1911 un Model B portò alla quota di 150 metri un apparato radiotelegrafico da 13 chilogrammi e il suo operatore, il tenente Paul W. Beck, lo utilizzò per inviare a terra il primo messaggio radio da un aereo.

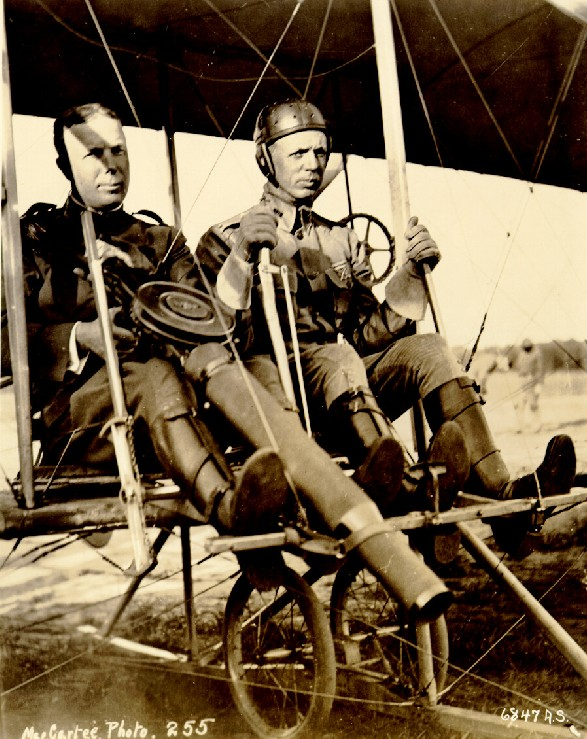
Nel 1912 una mitragliatrice Lewis venne sperimentata – prima arma a bordo di un aeroplano – su un Wright Model B.

Nella primavera del 1911 Parmalee e il tenente Benjamin Foulois portarono a termine con un Model B le prime missioni di ricognizione aerea lungo il confine tra gli Stati Uniti e il Messico. Sempre nel 1911, Grant Morton si lanciò con il paracadute da un Model B in volo sopra Venice Beach, in California, atterrando senza incidenti: era il primo aviolancio da un aeromobile più pesante dell'aria. Il 19 luglio 1911 un Model B idrovolante equipaggiato con una coppia di galleggianti divenne il primo aereo ad essere acquistato dalla U.S. Navy.
L'11 ottobre 1911, a bordo di un Wright Model B pilotato da Arch Hoxsey, l'ex presidente degli Stati Uniti Theodore Roosevelt divenne il primo presidente americano ad aver mai volato. Tra l'ottobre 1911 e il febbraio 1912 Robert Fowler completò il primo volo coast-to-coast da ovest verso est attraverso gli Stati Uniti volando da Los Angeles, in California a Jacksonville, in Florida (il primo volo da costa a costa in assoluto, da est verso ovest, era stato completato da Cal Rodgers tra il settembre e il dicembre 1911 con un Wright Model EX).
Il 7 giugno 1912 il capitano Charles D. Chandler (comandante della Army Aeronautical Division a College Park) sperimentò in volo, a bordo di un Model B ai comandi del tenente Roy Kirtland, il prototipo di una mitragliatrice con caricatore a tamburo progettata da Isaac Lewis: si trattò del primo esperimento di fuoco da bordo di un aeroplano. Il test ebbe successo, ma i militari statunitensi non vollero acquistare il nuovo sistema d'arma e Lewis allora si rivolse ai britannici; durante la prima guerra mondiale la mitragliatrice Lewis sarebbe divenuta l'arma più diffusa a bordo degli aerei dei Royal Flying Corps-Royal Air Force.
Circa 100 Model B vennero costruiti su licenza dalla ditta di costruzioni aeronautiche Burgess Company di William Starling Burgess, attiva negli Stati Uniti tra il 1910 e il 1918. Essi erano noti come Burgess-Wright Model F.

## Utilizzatori

### Militari
Stati Uniti d'America
- U.S. Army
- U.S. Navy

### Civili
- Utilizzatori privati principalmente negli USA e in Germania

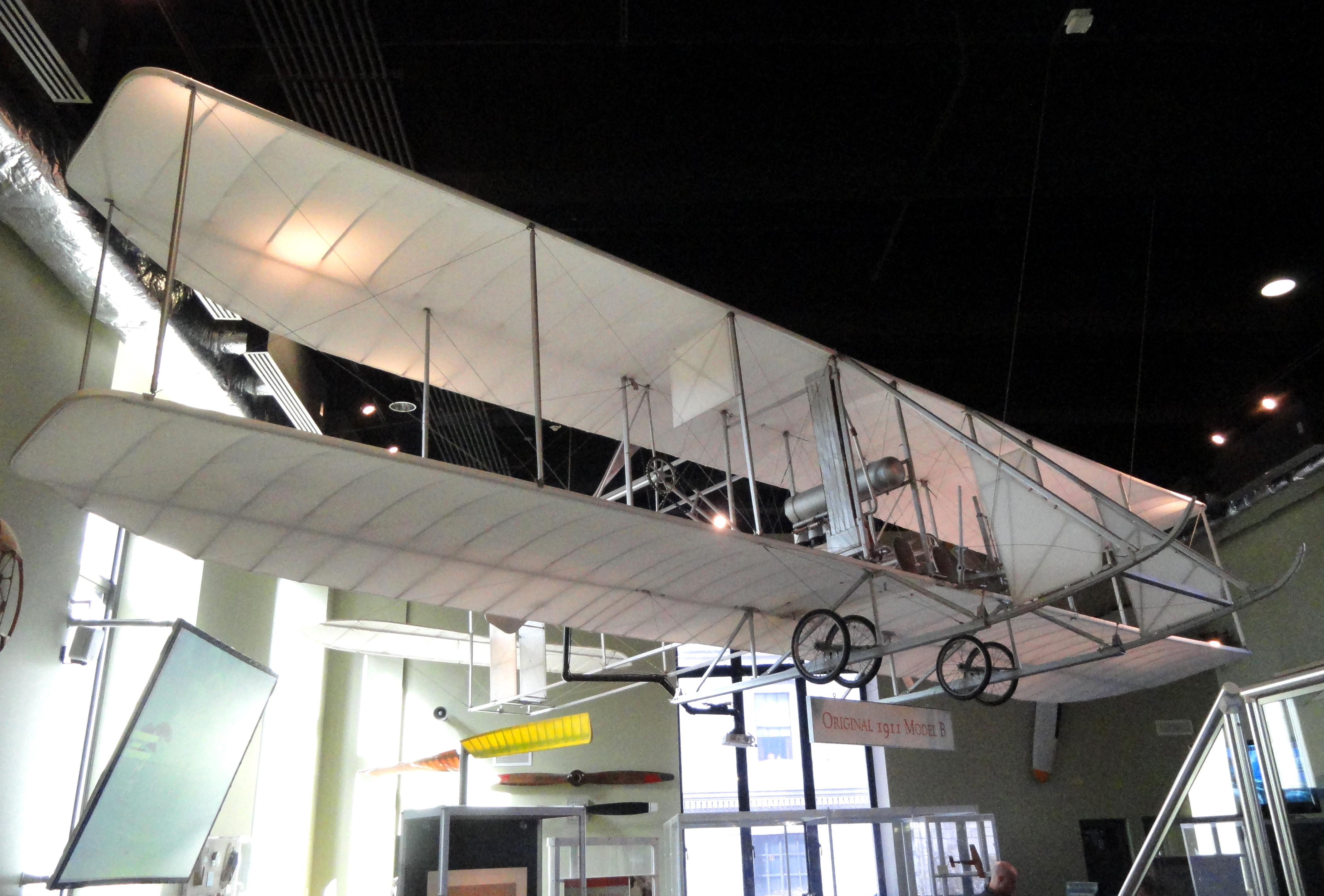
Un Model B originale è conservato presso il National Museum of the United States Air Force di Dayton, Ohio.

## Esemplari attualmente esistenti
Un Wright Model B originale è conservato presso il National Museum of the United States Air Force di Dayton, Ohio. L'aereo fu impiegato come addestratore da Howard Rinehart a Mineola, New York, nel 1916 e venne fatto volare per l'ultima volta nel 1924, durante le International Air Races che si tennero a Dayton, dal tenente dell'U.S. Army Air Service John A. Macready. Nel corso della sua vita operativa l'aereo era stato modificato con la sostituzione del motore a quattro cilindri con uno a otto cilindri e con l'aggiunta di quattro alettoni alle estremità alari per sostituire l'originale sistema di controllo del rollio basato sullo svergolamento alare.
Un altro Model B è sopravvissuto fino ai giorni nostri: si tratta del velivolo acquistato dal giovane di Philadelphia Grover Cleveland Bergdoll nel 1912, e donato al Franklin Institute nel 1933. Dopo essere stato restaurato, nel 1934 compì alcuni voli che ne fecero l'ultimo aeroplano originale Wright ad aver volato.
Anche diverse repliche del Model B sono state costruite a partire dagli anni 1970.